# 聯合目錄
聯合目錄是指一種聯合二所以上圖書館館藏目錄的資料庫。使用者從單一窗口網站來檢索國內多所圖書館的館藏，其能提供給使用者知道哪個圖書館有收藏他所需要的館藏資訊。
目前全球最大的線上聯合目錄為OCLC所提供的「WorldCat」資料庫；目前台灣最大的線上聯合目錄為「全國圖書書目資訊網」（National Bibliographic Information Network，簡稱NBINet），它是由參與合作圖書館和國家圖書館所共同合作編目和維護的書目資料庫。